# San Paolo di Jesi
San Paolo di Jesi est une commune italienne de moins de  1 000 habitants, située dans la province d'Ancône, dans la région Marches, en Italie centrale.

## Administration
| Période                                  | Période | Identité | Étiquette | Qualité |
| ---------------------------------------- | ------- | -------- | --------- | ------- |
|                                          |         |          |           |         |
| Les données manquantes sont à compléter. |         |          |           |         |

### Communes limitrophes
Cupramontana, Jesi, Monte Roberto, Staffolo.